# Lovrenc na Dravskem polju
Lovrenc na Dravskem polju – wieś w Słowenii, w gminie Kidričevo. W 2018 roku liczyła 626 mieszkańców.